# Anne Birgitte Gammeljord
Anne Birgitte Gammeljord (født 1956) er en dansk advokat med møderet for Landsretten siden 1983 og Højesteret siden 1989.
Hun er til dagligt partner i Rovsing og Gammelfjord Advokater. Hun har speciale indenfor insolvensret, revisorers retslige forhold og virksomhedsrekonstruktioner. Hun er medlem af Advokatnævnet og 2003-2009 af Advokatrådet. 2010-2015 var hun formand for de europæiske advokatsamfunds hvidvaskkomite, hvor hun var med til at  udforme EU’s fjerde hvidvaskdirektiv.. Hun har siden 2016 været medlem af bestyrelsen i Augustinusfonden. 
I 2010 modtog hun “Dreyers Fonds Hæderspris 2010” på 400.000 kroner for at “sætte den danske advokatstand på det europæiske landkort især gennem sit arbejde for Den europæiske Advokatorganisation CCBE”.
I forbindelse med rigsretssagen mod Inger Støjberg i 2021 blev Gammeljord valgt som den ene af to anklagere - den anden var Jon Lauritzen.